# William Donald Revelli
William Donald Revelli (Spring Gulch (Colorado), 12 februari 1902 – Ann Arbor, 16 juli 1994) was een Amerikaans dirigent en muziekpedagoog. Hij was een zoon van Italiaanse emigranten. 

## Levensloop
Revelli kreeg als klein jongetje vioolles. Hij gradueerde aan het Beethoven Conservatory of Music in Saint Louis (Missouri). Vanaf 1918 studeerde hij aan het Chicago Musical College en van 1922 tot 1925 aan de Columbia School of Music en het VanderCook College of Music in Chicago. Revelli speelde in kleine orkesten in Chicago mee en werd daarna in 1929 dirigent van een harmonieorkest aan de Hobart High School in Hobart (Indiana). Hij verhoogde het muzikale niveau van dit harmonieorkest en zijn wonnen tussen 1930 en 1934 meerdere malen de National Band Contest. In 1934 werd zij uitgenodigd om een concert bij de Wereldtentoonstelling te verzorgen. 
In 1935 werd hij dirigent van de harmonieorkesten aan de Universiteit van Michigan in Ann Arbor. In deze functie verbleef hij 36 jaar in ging in 1972 met pensioen. Vervolgens werd hij benoemd tot directeur emeritus tot zijn dood in 1994. Hij was als zeer strenge leraar aan de hele universiteit bekend en op de campus werd hij The Chief genoemd. De Michigan University Marching Band werd niet uitsluitend landelijk bekend voor hun muzikale precieze uitvoeringen, maar ook internationaal. Op basis van Revellis methodes gaaf het voor de College Marching Bands in de hele Verenigde Staten een innovatie weg van de rigide militaire formaties naar een ensemble met zo groot mogelijke synchronisatie van muziek en beweging. 
Revelli was ook hoofd van de afdeling houtblazers van de Universiteit van Michigan in Ann Arbor. In 1961 maakte hij met de University of Michigan Symphonic Band met steun van het United States Department of State een grote concertreis door de Sovjet-Unie, Roemenië, Egypte, Griekenland en vijf andere landen in het Midden-Oosten binnen 15 weken. Een andere concertreis bracht dit ensemble onder zijn leiding tot uitvoeringen in de Carnegie Hall in New York, aan de Philadelphia Academy of Music, in de Boston Symphony Hall en in het Shrine Auditorium in Detroit (Michigan).

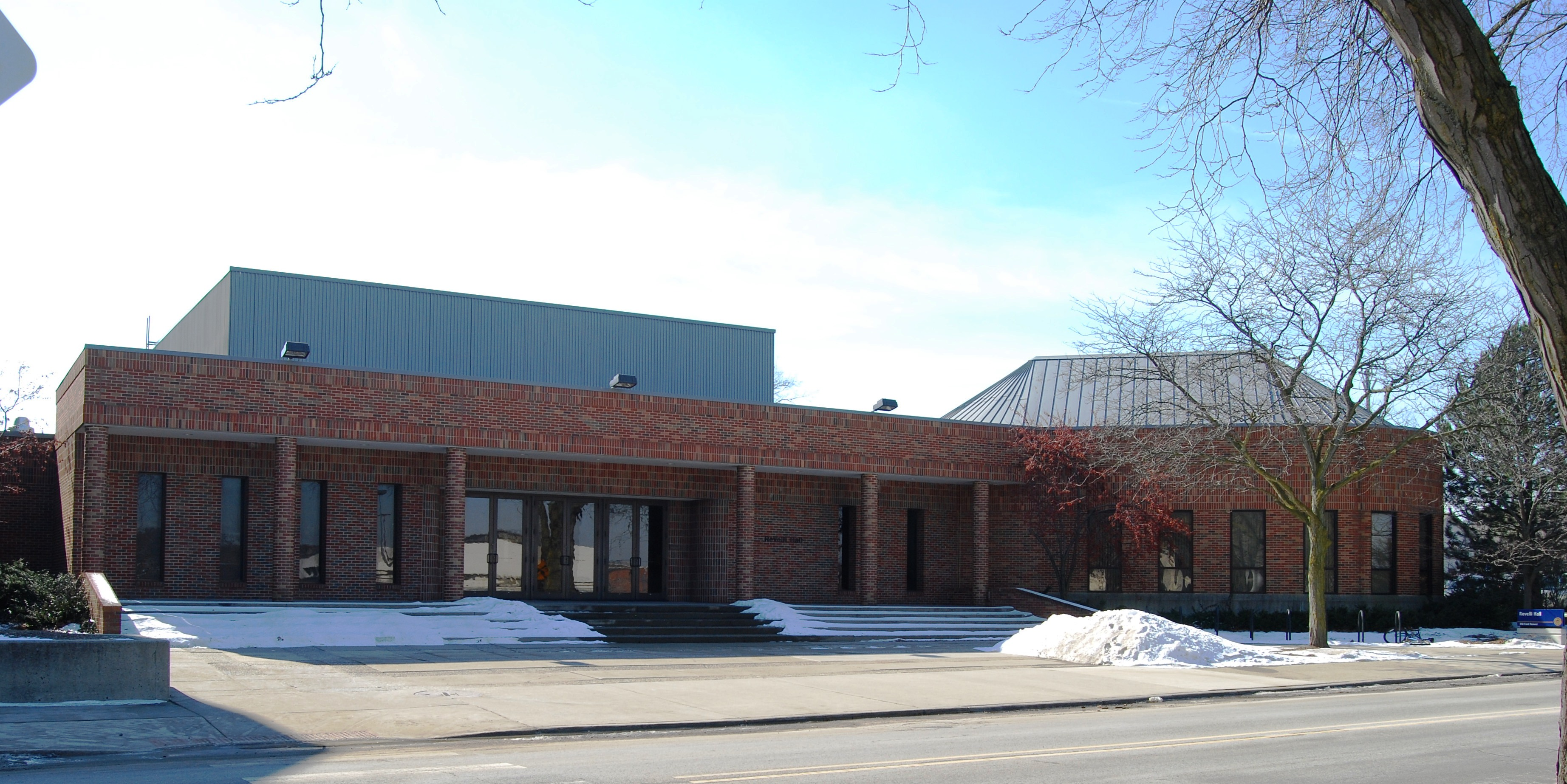
William Revelli Hall

In 1941 was Revelli medeoprichter van de University and College Band Conductors Conference, die in 1947 haar naam veranderde in College Band Directors National Association (CBDNA). Hij was voorzitter van deze federatie van 1941 tot 1945. Eveneens was hij voorzitter van de National Band Association en de American Bandmasters Association en werd later levenslange ere-voorzitter van de CBDNA. Naar hem is ook de William D. Revelli Composition Contest door de National Band Association in 1977 benoemd. 
Naast vele onderscheidingen viel hem in 1970 een verdere eer toe, het nieuwe gebouw van de Michigan University Marching Band werd naar hem benoemd, de William Revelli Hall. 

## Publicaties
- "The Five Requisites of a Successful Musical Performance"
- Excellence ... don't settle for less, Palatine, Ill.: Sharper Video Productions, Master teacher seminar, VHS-video.
- samen met: Frederick Fennell, Mark H. Hindsley, Dennis W. Fisher: Master conductors : the art of the march : a study in history, interpretation, performance practice, style, Chicago : GIA Publications, [2008], DVD Video.
- In action : inside a live rehearsal, Palatine, Ill.: Sharper Video Productions, 1991. Master Teacher Seminars, VHS-video

## Media
- Korte videosequentie van William Donald Revelli uit de "Music For All: Hall of Fame"